# Mika Väyrynen (fotbollsspelare)
Mika Väyrynen, född 28 december 1981 i Eskilstuna, är en finländsk före detta fotbollsspelare som har spelat 10 säsonger i holländska ligan för SC Heerenveen och PSV Eindhoven. Efter en säsong i Leeds återvände han till Finland och skrev kontrakt med HJK Helsingfors till och med säsongen 2014.

## Karriär
Han började sin proffskarriär i finska FC Lahti där han spelade åren 1999 och 2000. Han spelade sedan en säsong i FC Jokerit innan han såldes till det nederländska laget SC Heerenveen. Där spelade han mellan säsongen 2001-2002 till 2004-2005 då han såldes till PSV Eindhoven, där han blev ligamästare 2006, för att återvända till SC Heerenveen 2008. 
Den 13 september 2011 skrev Väyrynen som free agent ett 1-årskontrakt med Leeds United. I april 2012 meddelade Leeds United att klubben inte förlängde kontraktet med Väyrynen och att han släpptes som free agent. I juli 2012 blev han klar för HJK Helsingfors. I mars 2014 förlängde han sitt kontrakt med klubben över säsongen 2014.
Han har även spelat för Finlands fotbollslandslag.